# Tasarze
Tasarze – przysiółek wsi Kiedosy w Polsce położony w województwie łódzkim, w powiecie pajęczańskim, w gminie Działoszyn.
W latach 1975–1998 przysiółek należał administracyjnie do województwa sieradzkiego.